# Страхов, Евгений Владимирович
Евгений Владимирович Страхов (2 сентября 1909 года, г. Москва — 10 февраля 1978 года, г. Москва) — советский музыкант и педагог. Кандидат искусствоведения (1938). Заслуженный артист РСФСР (1966).

## Биография
Евгений Владимирович Страхов родился 2 сентября 1909 года в Москве. В 1933 году окончил Московскую государственную консерваторию имени П. И. Чайковского, в 1936 году — аспирантуру при консерватории у педагогов В. В. Борисовского (альт) и Б. О. Сибор (скрипка).
По окончании учёбы работал симфоническом оркестре Московской государственной академической филармонии (1931—1935 и 1941—1948). В 1950—1955 года был солистом и концертмейстером альтов Государственного симфонического оркестра СССР (ныне Государственный академический симфонический оркестр России). В свое время был первым исполнителем в Советском Союзе произведений зарубежных и советских композиторов.
Ученик профессоров Льва Моисеевича Цейтлина и Вадима Васильевича Борисовского, он в 1935 году завоевал вторую премию на Всесоюзном конкурсе музыкантов-исполнителей в Ленинграде.
Вёл преподавательскую деятельность: педагог Музыкального училища при Московской консерватории (1933—1978; класс альта), Центральной музыкальной школы при Московской консерватории (1941—1946), Московской консерватории (1936—1978). В 1958 году получил звание профессора, с 1972 года — зав. кафедрой Московской консерватории..
Е. Страхов выполнил около 100 музыкальных обработок для альта и флейты. Это виолончельной сонаты и фортепианные прелюдий Д. Д. Шостаковича.
Ученики Евгения Владимировича в разное время играли в Госоркестре СССР (Г. Капитонов, 3. Крючкова, Ю. Курлаев), в оркестре театра им. Станиславского и Немировича-Данченко (Л. Проскурина, Г. Зейванг), в оркестре Большого театра (А. Виноградов). Его учениками были кандидат искусствоведения С. Понятовский; Заслуженные артисты РСФСР Л. Двоскин и В. Слободенюк; профессор С. Сондедкис (Вильнюс), доцент В. Палшков (Киев), доцент Я. Фудеман (Алма-Ата), В. Красильников, М. Шихова.
Похоронен на Донском кладбище.

## Награды и звания
Заслуженный артист РСФСР (1966)